# 費爾泰恩峰

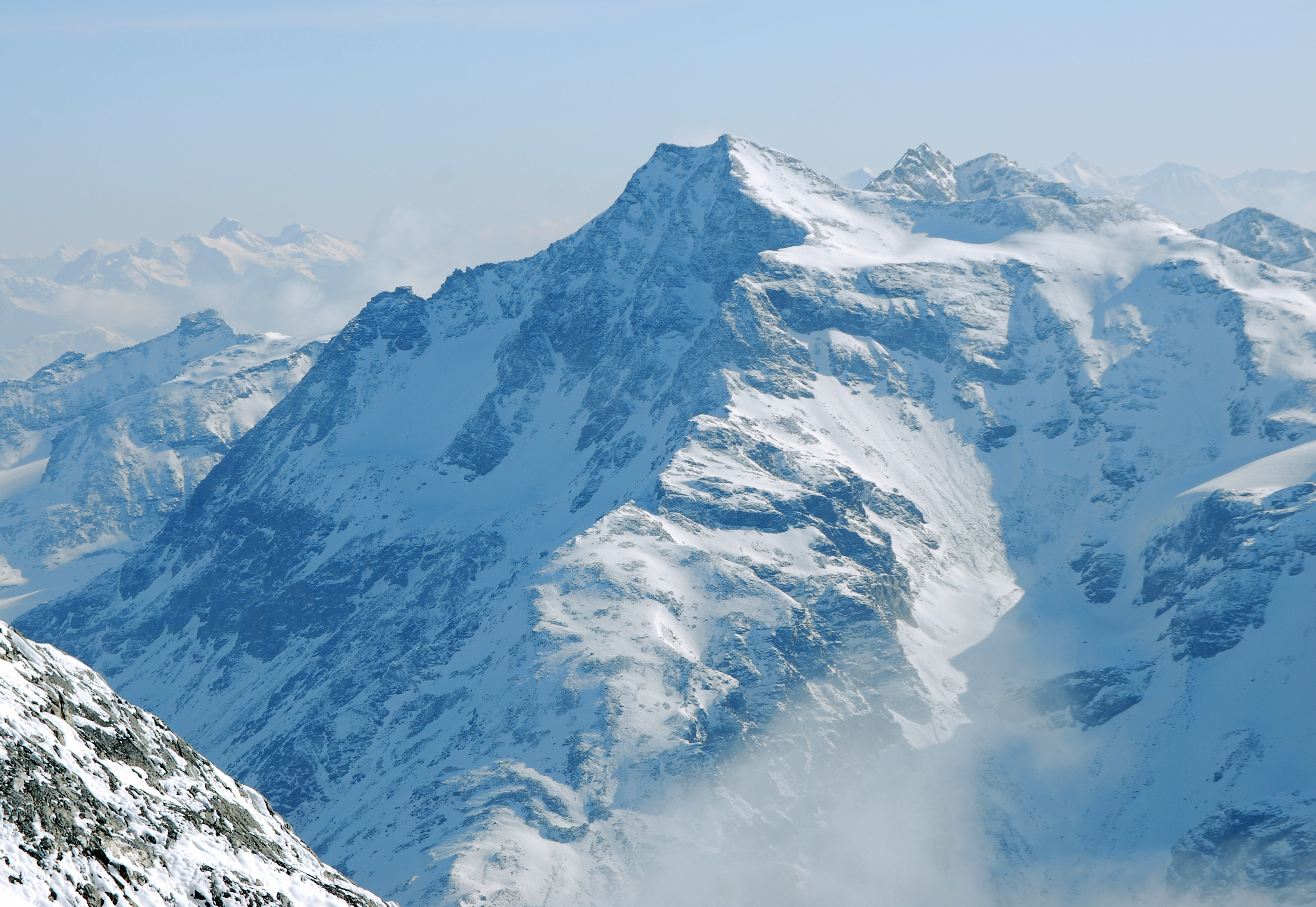

46°32′19″N 10°38′05″E / 46.53861°N 10.63472°E
費爾泰恩峰（德語：Vertainspitze），是意大利的山峰，位於該國東北部，由博爾扎諾-南蒂羅爾自治省負責管轄，屬於奥特莱斯山的一部分，海拔高度3,545米，人類在1865年8月28日首次登頂。